# Polístrat (filòsof)
Polístrat (grec antic: Πολύστρατος, llatí: Polystratus) va ser un filòsof epicuri grec que va succeir Hermarc al capdavant de la direcció de l'escola epicúria, i ell al seu torn va ser succeït per Dionís.
Valeri Màxim explica que Polístrat i Hipòclides van néixer el mateix dia, van seguir les doctrines del mateix mestre, Epicur, i van donar suport a la seva escola junts, i finalment van morir al mateix temps a una edat força avançada.